# Número de Jakob
El número de Jakob {\displaystyle (Ja)} es un número adimensional utilizado en fenómeno de transferencia  para estudiar la transferencia térmica durante un cambio de fase de líquido-gas. Representa la relación entre el calor sensible y el calor latente. Su valor está relacionado con la sobresaturación.
Este número lleva el nombre Max Jakob (1879-1955),  físico alemán. Se define como sigue
| Símbolo                       | Nombre                                      | Unidad     |
| ----------------------------- | ------------------------------------------- | ---------- |
| {\displaystyle \mathrm {Ja} } | Número de Jakob                             |            |
| {\displaystyle \rho _{l}}     | Densidad del líquido                        | kg / m3    |
| {\displaystyle \rho _{g}}     | Masa volumétrica del gas                    | kg / m3    |
| {\displaystyle c_{pl}}        | Capacidad calorífica específica del líquido | J / (kg K) |
| {\displaystyle L}             | Calor latente de evaporación                | J / kg     |
| {\displaystyle T_{eb}}        | Temperatura de ebullición                   | K          |
| {\displaystyle T}             | Temperatura del sistema                     | K          |

| Símbolo                       | Nombre                                                                                     | Unidad   |
| ----------------------------- | ------------------------------------------------------------------------------------------ | -------- |
| {\displaystyle \mathrm {Ja} } | Número de Jakob                                                                            |          |
| {\displaystyle \rho _{g}}     | Masa volumétrica del gas                                                                   | kg / m3  |
| {\displaystyle M_{g}}         | Masa molar del gas                                                                         | kg / mol |
| {\displaystyle C}             | Concentración de gas disuelto                                                              | mol / m3 |
| {\displaystyle C_{eq}}        | Concentración de gas (vapor en el caso de ebullición) disuelto en equilibrio termodinámico | mol / m3 |

Este número es un parámetro utilizado para resolver el problema de Stefan para las situaciones con líquido y gas. Hay un número de Stefan que caracteriza el mismo tipo de problema, pero para el cambio de fase sólido-líquido.